# Кесаропољ
Кесаропољ (грч. Καισαρόπολις, лат. Caesaropolis) је неубицирани средњовековни град који се налазио у области између градова Филипи, Зихна и Сер у данашњој грчкој покрајини Македонији. Поводом питања о убикацији Кесаропоља у науци су изношене разне претпоставке, али то питање се и даље сматра отвореним. Већ од друге половине 9. века, Кесаропољ је био седиште Кесаропољске епархије чији су епископи првобитно били потчињени филипијским митрополитима, а касније зихнијским, односно серским митрополитима. Средином 14. века, за време владавине Стефана Душана (1331-1355), Кесаропољ су освојили Срби. За време владавине цара Уроша (1355-1371), град је био део Серске области којом је владао деспот Угљеша. Након успостављања османске власти крајем 14. века град је почео да опада, тако да се временом изгубио и спомен његове тачне локације.